# Clickair
A Clickair foi uma companhia aérea de baixo custo, baseada em Barcelona, Espanha. Efectuou voos regulares em regime low cost a partir das suas bases de Barcelona, Valencia e Sevilha, para destinos dentro de Espanha e para a outras cidades europeias. 

## História
A companhia aérea foi criada em 2006 pela maior companhia aérea espanhola, a Iberia, e por outras empresas espanholas (Cobra, Iberostar, Nefinsa e Quercus Equity), cada uma tendo uma participação de 20% na empresa.
Em 2009 a empresa anunciou a fusão com a vueling

## Presença em Portugal
A companhia aérea efetuava dois voos diários a partir de Barcelona para Lisboa. O voo para o Porto foi suspenso no final do Verão de 2008 e deixou de constar na lista de destinos do site oficial.

## Frota

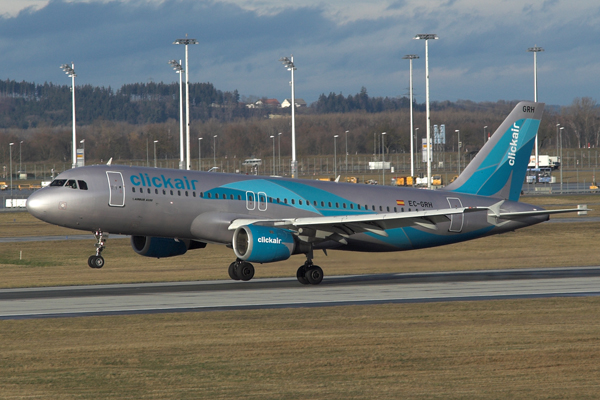
Clickair Airbus A320

- 39 Airbus A320-200